# Hoa hậu Việt Nam
Hoa hậu Việt Nam (tiếng Anh: Miss Vietnam) là một cuộc thi sắc đẹp cấp quốc gia lâu đời nhất tại Việt Nam, được tổ chức lần đầu vào năm 1988. Cuộc thi do báo Tiền Phong – cơ quan ngôn luận của Trung ương Đoàn Thanh niên Cộng sản Hồ Chí Minh – khởi xướng, sáng lập và hiện vẫn là đơn vị giữ quyền tổ chức. Vì lịch sử và đơn vị tổ chức đứng sau mà Hoa hậu Việt Nam được xem là cuộc thi sắc đẹp danh giá nhất tại Việt Nam.
Năm 2014, Công ty TNHH Quảng cáo và Thương mại Sen Vàng ký kết phối hợp tổ chức cuộc thi và là đơn vị truyền thông chính thức, và kể từ năm 2016 đến năm 2023, công ty này tiến thêm một bước nữa là trở thành đơn vị quản lý, định hướng hoạt động cho Hoa hậu cũng như Á hậu sau đăng quang. Từ năm 2024, Công ty Cổ phần Hoàng Thành Media là đơn vị mới phối hợp tổ chức cuộc thi. Cuộc thi được tổ chức vào các năm chẵn, dành cho tất cả các thiếu nữ trên toàn Việt Nam đáp ứng đủ điều kiện ghi trong thể lệ dự thi. Trước đây, với tư cách là cuộc thi hoa hậu cấp quốc gia duy nhất, người giành danh hiệu Hoa hậu Việt Nam sẽ có quyền đại diện cho Việt Nam thi Hoa hậu Thế giới (luân phiên với người chiến thắng Hoa hậu Thế giới Việt Nam), hai Á hậu sẽ được bổ nhiệm dự thi Hoa hậu Quốc tế và Hoa hậu Hòa bình Quốc tế.
Đương kim Hoa hậu Việt Nam là Hà Trúc Linh đến từ Phú Yên (nay là Đắk Lắk) đăng quang vào ngày 27 tháng 6 năm 2025.

## Lịch sử
Hoa hậu Việt Nam là cuộc thi sắc đẹp có quy mô toàn quốc đầu tiên sau khi Việt Nam thống nhất. Trước đó đã có một cuộc thi sắc đẹp tại Sài Gòn, Việt Nam Cộng hòa cũng mang tên Hoa hậu Việt Nam và Hoa hậu Việt Nam 1955 Công Thị Nghĩa đã trở thành hoa hậu đầu tiên của cuộc thi cũng như là hoa hậu cấp quốc gia đầu tiên trong lịch sử Việt Nam. Cuộc thi Hoa hậu Việt Nam sau thống nhất do báo Tiền Phong khởi xướng và tổ chức với tên gọi Hoa hậu Toàn quốc Báo Tiền Phong, bắt đầu từ năm 1988 và được tổ chức hai năm một lần. Người đầu tiên giữ danh hiệu này là Bùi Bích Phương. Cuộc thi chính thức được đổi tên thành Hoa hậu Việt Nam từ năm 2002.
Tuy Tiền Phong không có giấy phép nhượng quyền để cử đại diện đi thi các cuộc thi sắc đẹp quốc tế nhưng thông qua Công ty Elite thì từ năm 2002 đến 2006, người đăng quang Hoa hậu Việt Nam đã đại diện cho Việt Nam tại Hoa hậu Thế giới. Năm 2008, do chưa hoàn thành chương trình phổ thông nên Trần Thị Thùy Dung không được tham dự Hoa hậu Thế giới 2008 và cả hai Á hậu cũng không được dự thi. Kể từ đó đến năm 2015, không có Hoa hậu Việt Nam nào tham dự cuộc thi quốc tế, kể cả Đặng Thị Ngọc Hân, Đặng Thu Thảo và Nguyễn Cao Kỳ Duyên. Tuy nhiên, Á hậu 1 Hoa hậu Việt Nam 2010 Vũ Thị Hoàng My được cử đại diện Việt Nam tham dự Hoa hậu Hoàn vũ 2011 tại São Paulo, Brazil và Hoa hậu Thế giới 2012 tại Ordos, Trung Quốc.
Từ năm 2014, Công ty TNHH Quảng cáo và Thương mại Sen Vàng tham gia sản xuất Hoa hậu Việt Nam cùng với Báo Tiền Phong. Năm 2017, họ hợp tác với Elite Việt Nam để chuyển nhượng giấy phép đưa các Hoa hậu Việt Nam và các thí sinh khác tham dự các cuộc thi quốc tế khác nhau. Với sự hợp tác này, Hoa hậu Việt Nam sẽ có quyền cử đại diện tham gia cuộc thi Hoa hậu Thế giới. Á hậu 1 và Á hậu 2 có thể được chọn để tham gia các cuộc thi Hoa hậu Quốc tế, Hoa hậu Liên lục địa và Hoa hậu Hòa bình Quốc tế. Tại Hoa hậu Thế giới 2017, Đỗ Mỹ Linh trở thành Hoa hậu Việt Nam đầu tiên đăng quang ngôi vị Hoa hậu Việt Nam kể từ sau Mai Phương Thúy đại diện cho đất nước tại cuộc thi vào năm 2006. Năm 2018, Á hậu 2 năm đó Nguyễn Thị Thúy An ban đầu được cử tham gia Hoa hậu Quốc tế nhưng cô đã rút lui vì vấn đề sức khỏe. Thí sinh có số điểm cao tiếp theo trong Top 5 là Nguyễn Thúc Thùy Tiên đảm nhận vị trí của Thúy An tại cuộc thi.
Huỳnh Thị Thanh Thủy là Hoa hậu Việt Nam đầu tiên được cử đi thi Hoa hậu Quốc tế, kết quả cuối cùng cô đã giành chiến thắng chung cuộc.

## Chủ đề qua các mùa thi
- 1988 - 2004: Không có
- 2006: Thân thiện
- 2008: Hướng về cộng đồng, thân thiện với con người và hòa hợp với thiên nhiên
- 2010: Phụ nữ Việt Nam - Ngàn năm hương sắc
- 2012: Vẻ đẹp hội tụ và lan tỏa
- 2014: Văn minh sông nước và biển đảo quê hương
- 2016: Hòn ngọc Viễn Đông
- 2018: Ánh sáng
- 2020: Thập kỷ hương sắc
- 2022: Hương sắc Việt
- 2024: Rạng rỡ Việt Nam

## Kết quả
-      Hoa hậu Thế giới Việt Nam
-      Hoa hậu Hoàn vũ Việt Nam
-      Hoa hậu Quốc tế Việt Nam
-      Hoa hậu Trái Đất Việt Nam
-      Hoa hậu Hòa bình Việt Nam
-      Hoa hậu Liên lục địa Việt Nam
-      Hoa hậu Du lịch Việt Nam

| Năm  | Hoa hậu                                       | Á hậu 1                                      | Á hậu 2                                     | Địa điểm tổ chức                                            | Số thí sinh tham dự |
| ---- | --------------------------------------------- | -------------------------------------------- | ------------------------------------------- | ----------------------------------------------------------- | ------------------- |
| 1988 | Bùi Bích Phương (Hà Nội)                      | Nguyễn Thu Mai † (Hà Nội)                    | —                                           | Nhà văn hóa Thanh Niên, Hà Nội                              | Không rõ            |
| 1990 | Nguyễn Diệu Hoa (Hà Nội)                      | Trần Vân Anh (Thành phố Hồ Chí Minh)         | Trần Thu Hằng (Hà Nội)                      | Cung Văn hóa Lao động Hữu nghị Việt Xô, Hà Nội              | Không rõ            |
| 1992 | Hà Kiều Anh (Thành phố Hồ Chí Minh)           | Vi Thị Đông (Hà Nội)                         | Nguyễn Minh Phương (Tuyên Quang)            | Nhà thi đấu thể thao Phan Đình Phùng, Thành phố Hồ Chí Minh | 21                  |
| 1994 | Nguyễn Thu Thuỷ † (Hà Nội)                    | Tô Hương Lan (Tuyên Quang)                   | Trịnh Kim Chi (Thành phố Hồ Chí Minh)       | Cung Văn hóa Lao động Hữu nghị Việt Xô, Hà Nội              | Không rõ            |
| 1996 | Nguyễn Thiên Nga (Thành phố Hồ Chí Minh)      | Vũ Minh Thúy (Hải Phòng)                     | Đỗ Vân Anh (Hà Nội)                         | Cung Văn hóa Lao động Hữu nghị Việt Xô, Hà Nội              | Không rõ            |
| 1998 | Nguyễn Thị Ngọc Khánh (Thành phố Hồ Chí Minh) | Vũ Thị Thu (Quảng Ninh)                      | Ngô Thúy Hà (Hà Nội)                        | Nhà thi đấu thể thao Phan Đình Phùng, Thành phố Hồ Chí Minh | 23                  |
| 2000 | Phan Thu Ngân (Thành phố Hồ Chí Minh)         | Lê Thanh Nga (Thái Nguyên)                   | Nguyễn Ngọc Oanh (Hải Phòng)                | Nhà thi đấu thể thao Phan Đình Phùng, Thành phố Hồ Chí Minh | 22                  |
| 2002 | Phạm Thị Mai Phương (Hải Phòng)               | Bùi Thị Hoàng Oanh (Thành phố Hồ Chí Minh)   | Nguyễn Thị Mai Hương (Hải Phòng)            | Nhà thi đấu thể thao Phan Đình Phùng, Thành phố Hồ Chí Minh | 22                  |
| 2004 | Nguyễn Thị Huyền (Hải Phòng)                  | Trịnh Chân Trân (Thành phố Hồ Chí Minh)      | Nguyễn Thị Ngọc Bích (Bến Tre)              | Tuần Châu, Hạ Long, Quảng Ninh                              | 21                  |
| 2006 | Mai Phương Thúy (Hà Nội)                      | Lưu Bảo Anh (Cần Thơ)                        | Lương Thị Ngọc Lan (Thành phố Hồ Chí Minh)  | Vinpearl, Nha Trang, Khánh Hòa                              | 34                  |
| 2008 | Trần Thị Thùy Dung (Đà Nẵng)                  | Phan Hoàng Minh Thư (Lâm Đồng)               | Nguyễn Thụy Vân (Hà Nội)                    | Quảng trường sông Hoài, Hội An, Đà Nẵng                     | 30                  |
| 2010 | Đặng Thị Ngọc Hân (Hà Nội)                    | Vũ Thị Hoàng My (Đồng Nai)                   | Đặng Thị Thùy Trang (Hà Nội)                | Tuần Châu, Quảng Ninh                                       | 37                  |
| 2012 | Đặng Thu Thảo (Bạc Liêu)                      | Dương Tú Anh (Hà Nội)                        | Đỗ Hoàng Anh (Hà Nội)                       | Cung thể thao Tiên Sơn, Đà Nẵng                             | 40                  |
| 2014 | Nguyễn Cao Kỳ Duyên (Nam Định)                | Nguyễn Trần Huyền My (Hà Nội)                | Nguyễn Lâm Diễm Trang (Vĩnh Long)           | Vinpearl Resort, Phú Quốc, An Giang                         | 40                  |
| 2016 | Đỗ Mỹ Linh (Hà Nội)                           | Ngô Thanh Thanh Tú (Hà Nội)                  | Huỳnh Thị Thùy Dung (Thành phố Hồ Chí Minh) | Nhà thi đấu Phú Thọ, Thành phố Hồ Chí Minh                  | 36                  |
| 2018 | Trần Tiểu Vy (Quảng Nam)                      | Bùi Phương Nga (Hà Nội)                      | Nguyễn Thị Thúy An (Kiên Giang)             | Nhà thi đấu Phú Thọ, Thành phố Hồ Chí Minh                  | 44                  |
| 2020 | Đỗ Thị Hà (Thanh Hóa)                         | Phạm Ngọc Phương Anh (Thành phố Hồ Chí Minh) | Nguyễn Lê Ngọc Thảo (Thành phố Hồ Chí Minh) | Nhà thi đấu Phú Thọ, Thành phố Hồ Chí Minh                  | 60                  |
| 2022 | Huỳnh Thị Thanh Thủy (Đà Nẵng)                | Trịnh Thùy Linh (Thanh Hóa)                  | Lê Nguyễn Ngọc Hằng (Thành phố Hồ Chí Minh) | Nhà thi đấu Phú Thọ, Thành phố Hồ Chí Minh                  | 58                  |
| 2024 | Hà Trúc Linh (Phú Yên)                        | Trần Ngọc Châu Anh (Hà Nội)                  | Nguyễn Thị Vân Nhi (Hải Phòng)              | Sân khấu mặt nước, sông Hương, Cố đô Huế, Huế               | 41                  |
| 2026 |                                               |                                              |                                             |                                                             |                     |

1. 1 2 3 4  Không tham dự.
2. 1 2  Cả hai Á hậu không thể tham dự Hoa hậu Thế giới 2008 để thay thế Hoa hậu Việt Nam 2008 vì không được cấp phép.
3. ↑  Không tham dự, Á hậu 1 thay cô tham dự Hoa hậu Thế giới 2010.
4. ↑  Không tham dự Hoa hậu Quốc tế, Á hậu 2 là Huỳnh Thị Thùy Dung thay thế.
5. ↑  Không tham dự, năm 2018, Á hậu 2 năm đó Nguyễn Thị Thúy An ban đầu được chỉ định tham dự Hoa hậu Quốc tế 2018 nhưng cô đã rút lui vì vấn đề sức khỏe. Thí sinh có số điểm cao tiếp theo trong Top 5 Nguyễn Thúc Thùy Tiên đảm nhận vị trí thay cho Thúy An tại cuộc thi.

### Thành tích theo tỉnh thành
Thống kê tính đến năm 2024:
| Tỉnh / Thành phố      | Số lần | Năm                                |
| --------------------- | ------ | ---------------------------------- |
| Hà Nội                | 6      | 1988, 1990, 1994, 2006, 2010, 2016 |
| Thành phố Hồ Chí Minh | 4      | 1992, 1996, 1998, 2000             |
| Đà Nẵng               | 3      | 2008, 2018, 2022                   |
| Hải Phòng             | 2      | 2002, 2004                         |
| Đắk Lắk               | 1      | 2024                               |
| Thanh Hóa             | 1      | 2020                               |
| Ninh Bình             | 1      | 2014                               |
| Cà Mau                | 1      | 2012                               |

1. ↑  Kể từ ngày 12 tháng 6 năm 2025, tỉnh Quảng Nam trở thành một phần của thành phố Đà Nẵng
2. ↑  Kể từ ngày 12 tháng 6 năm 2025, tỉnh Phú Yên trở thành một phần của tỉnh Đắk Lắk
3. ↑  Kể từ ngày 12 tháng 6 năm 2025, tỉnh Nam Định trở thành một phần của tỉnh Ninh Bình
4. ↑  Kể từ ngày 12 tháng 6 năm 2025, tỉnh Bạc Liêu trở thành một phần của tỉnh Cà Mau

### Người chiến thắng

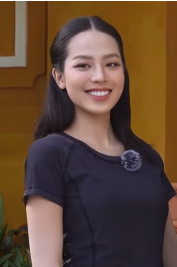
Hoa hậu Việt Nam 2022 Huỳnh Thị Thanh Thủy, Đà Nẵng
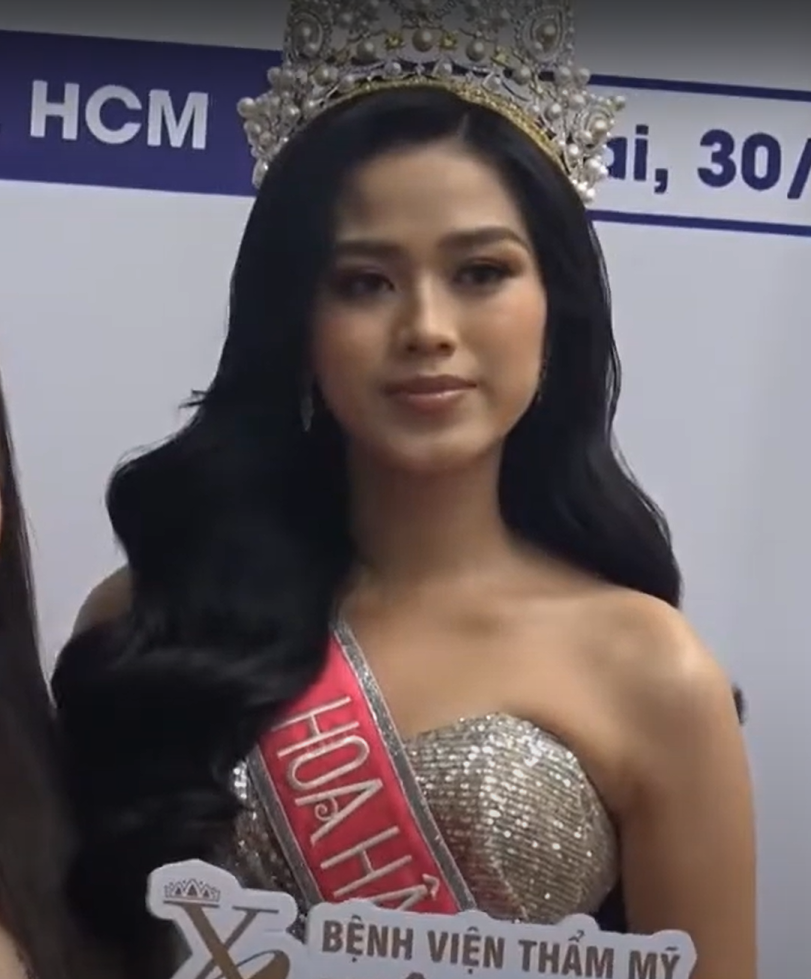
Hoa hậu Việt Nam 2020 Đỗ Thị Hà, Thanh Hóa
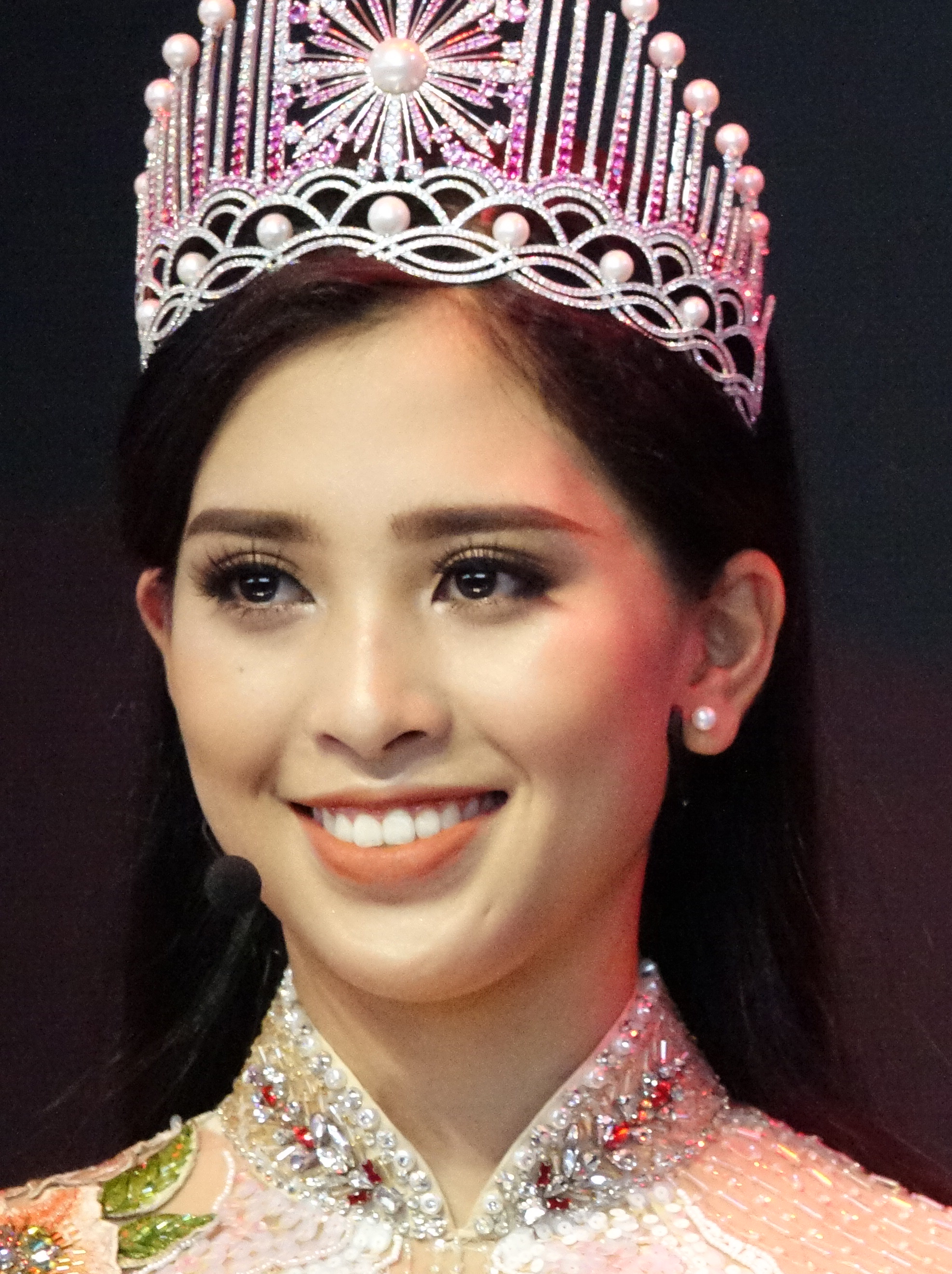
Hoa hậu Việt Nam 2018 Trần Tiểu Vy, Đà Nẵng
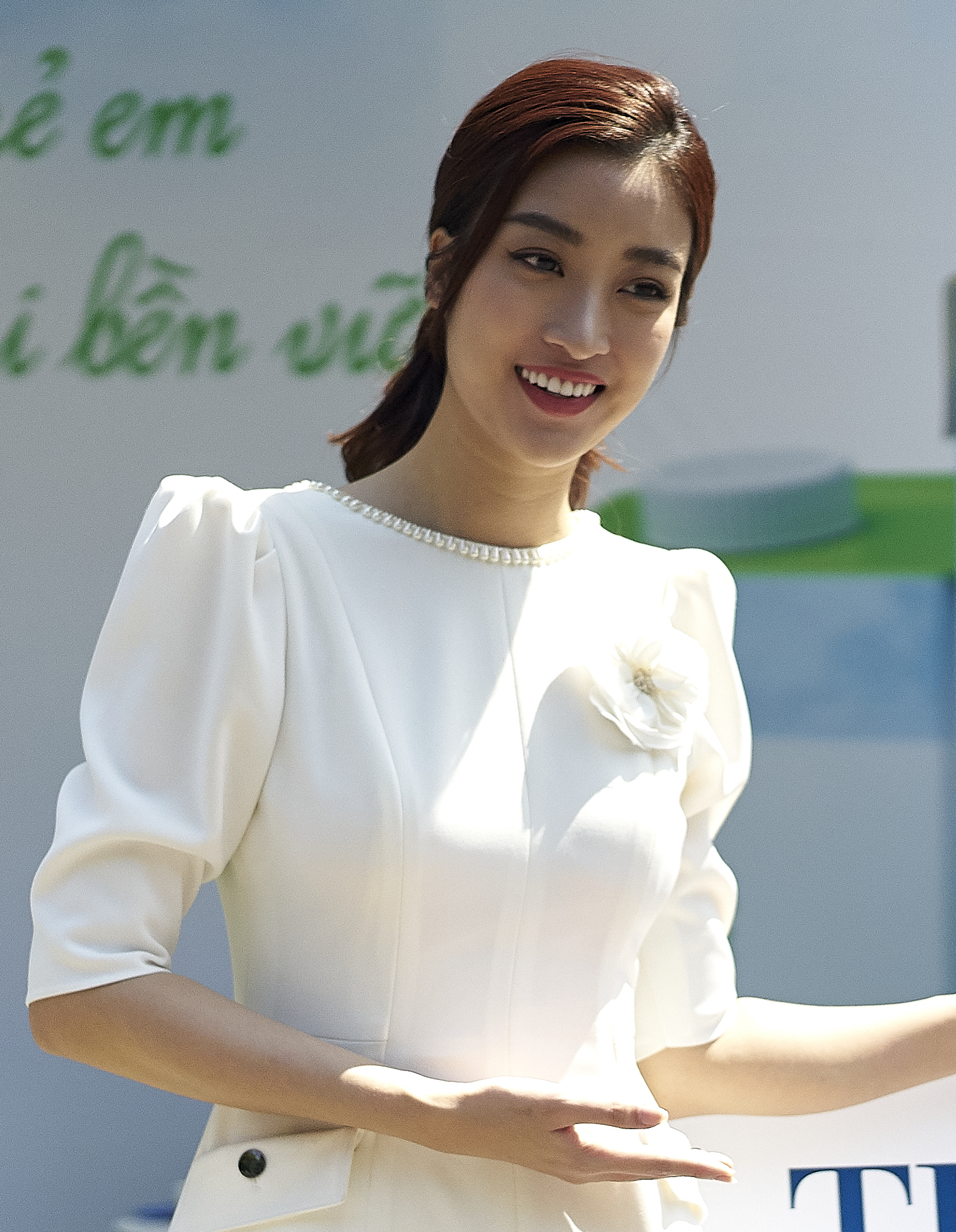
Hoa hậu Việt Nam 2016 Đỗ Mỹ Linh, Hà Nội
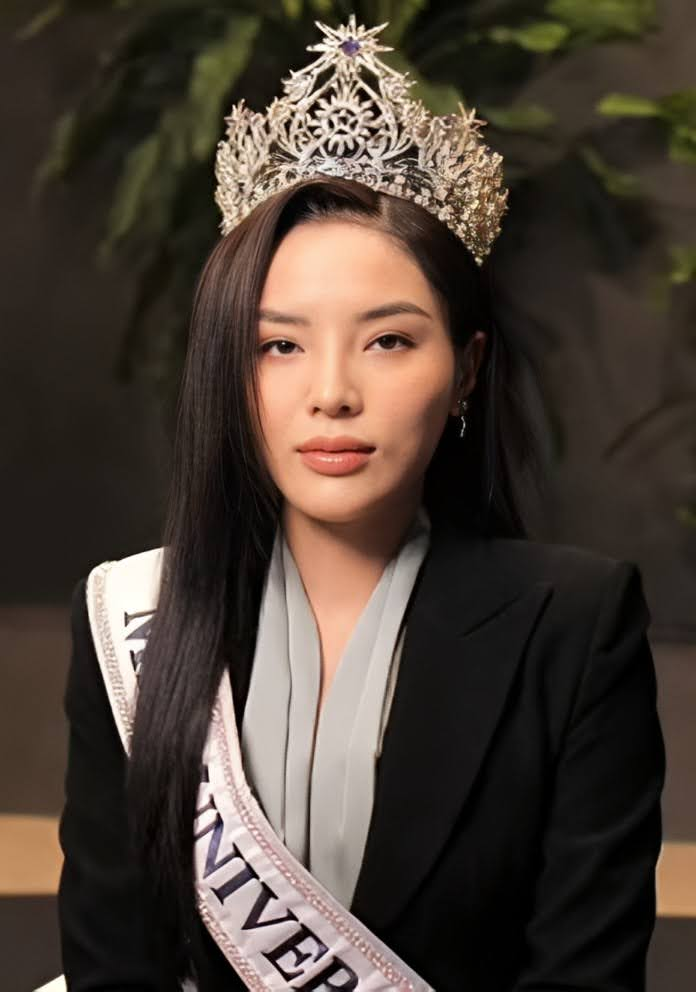
Hoa hậu Việt Nam 2014 Nguyễn Cao Kỳ Duyên, Ninh Bình
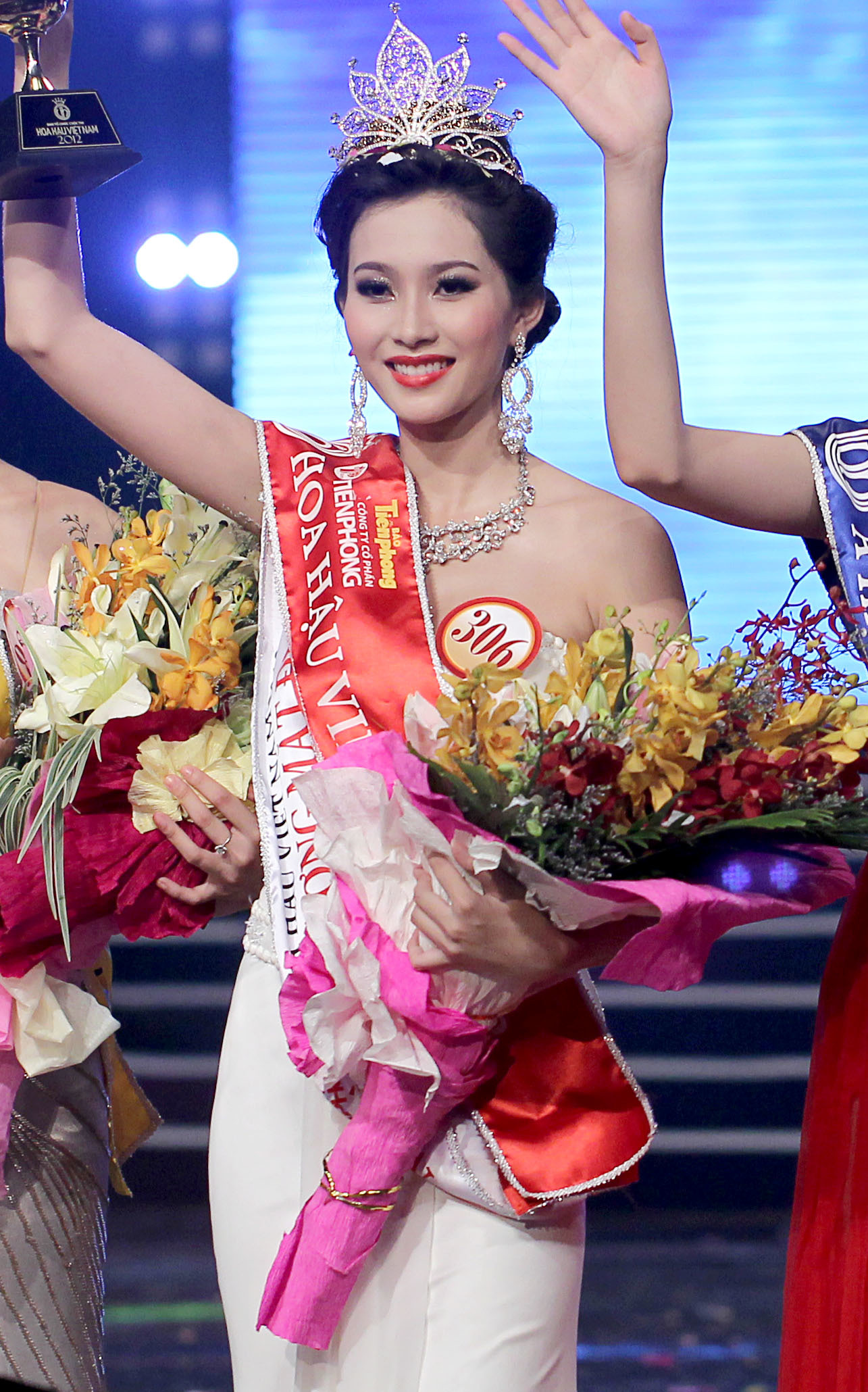
Hoa hậu Việt Nam 2012 Đặng Thu Thảo, Cà Mau
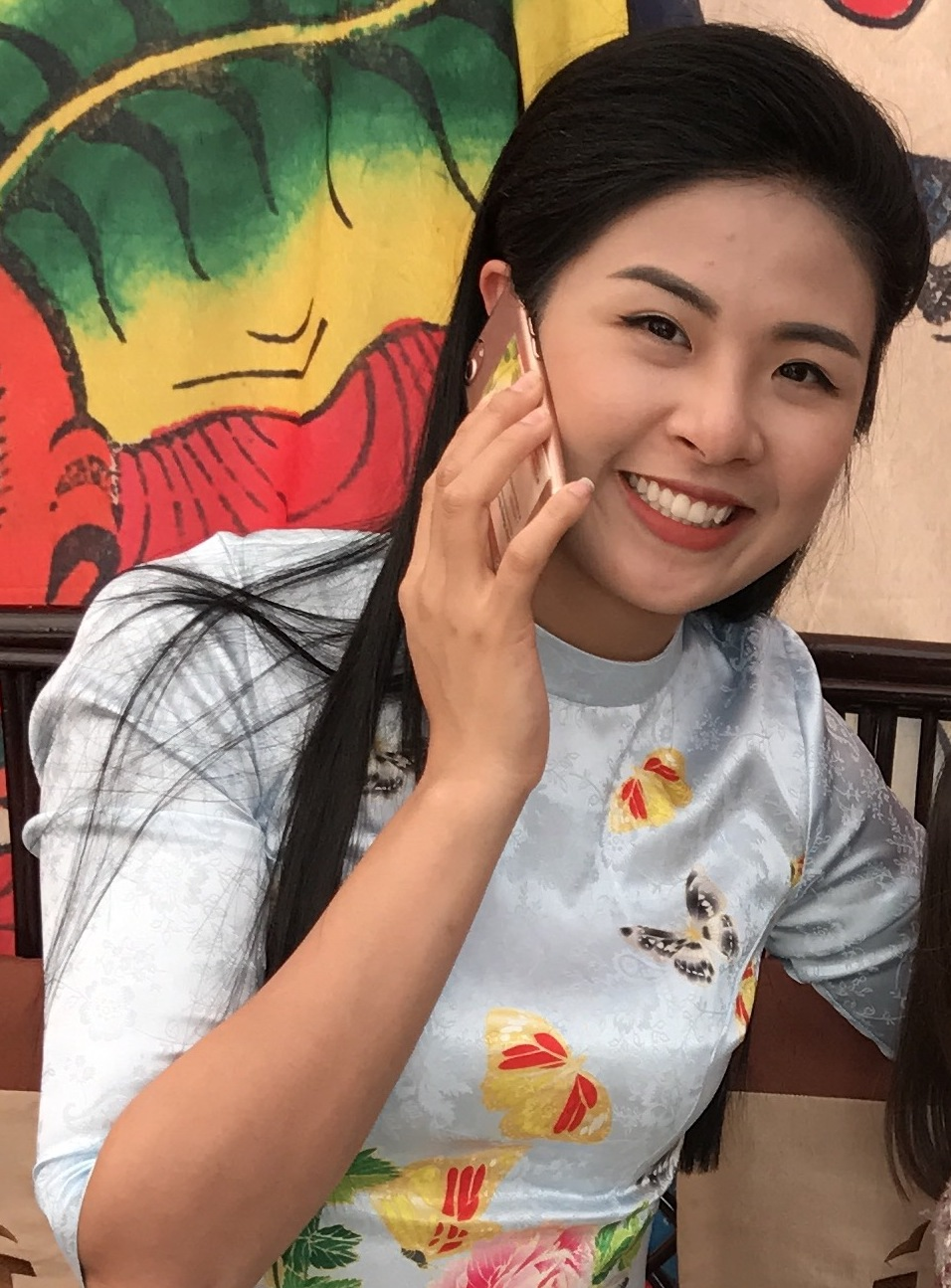
Hoa hậu Việt Nam 2010 Đặng Thị Ngọc Hân, Hà Nội
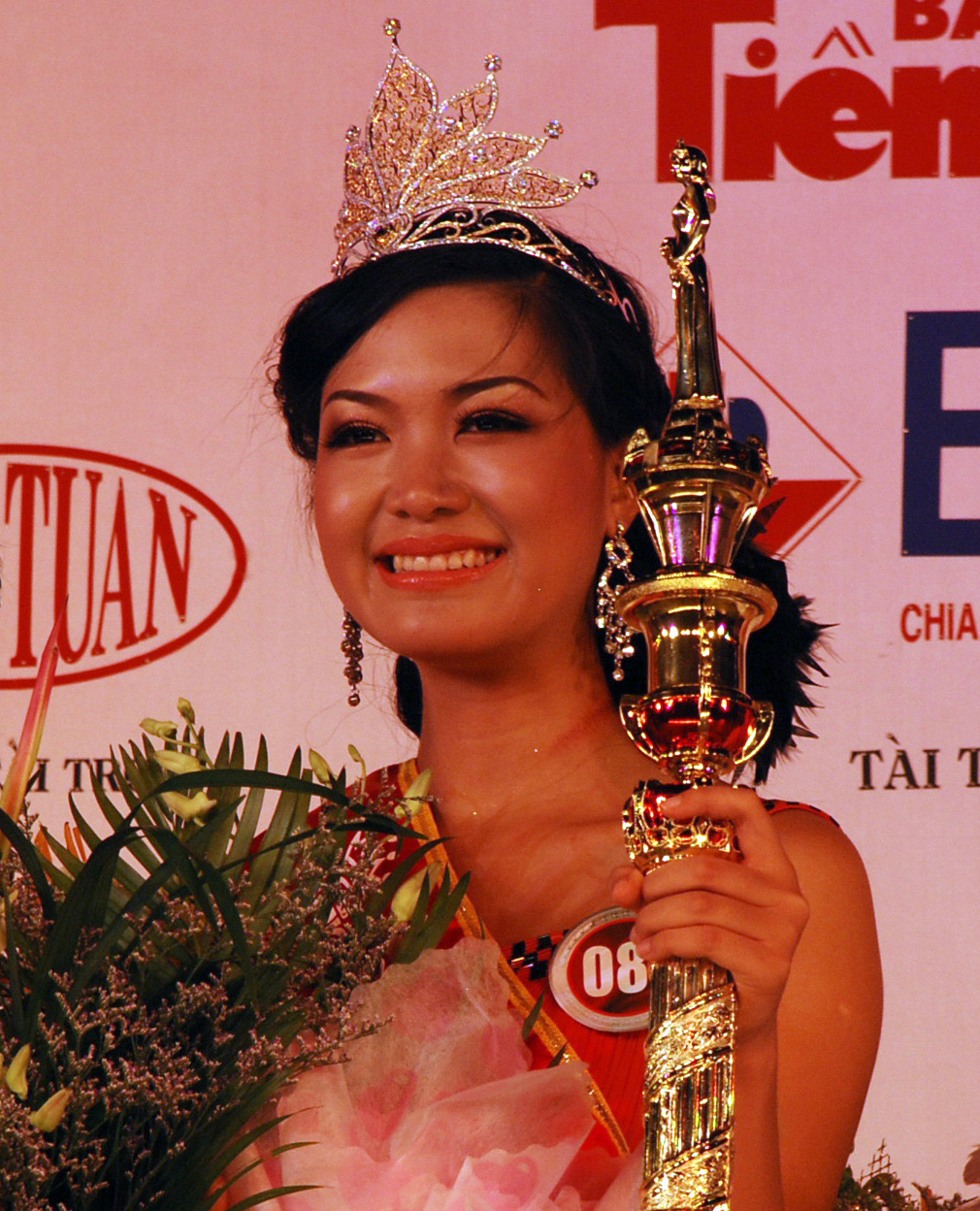
Hoa hậu Việt Nam 2008 Trần Thị Thùy Dung, Đà Nẵng
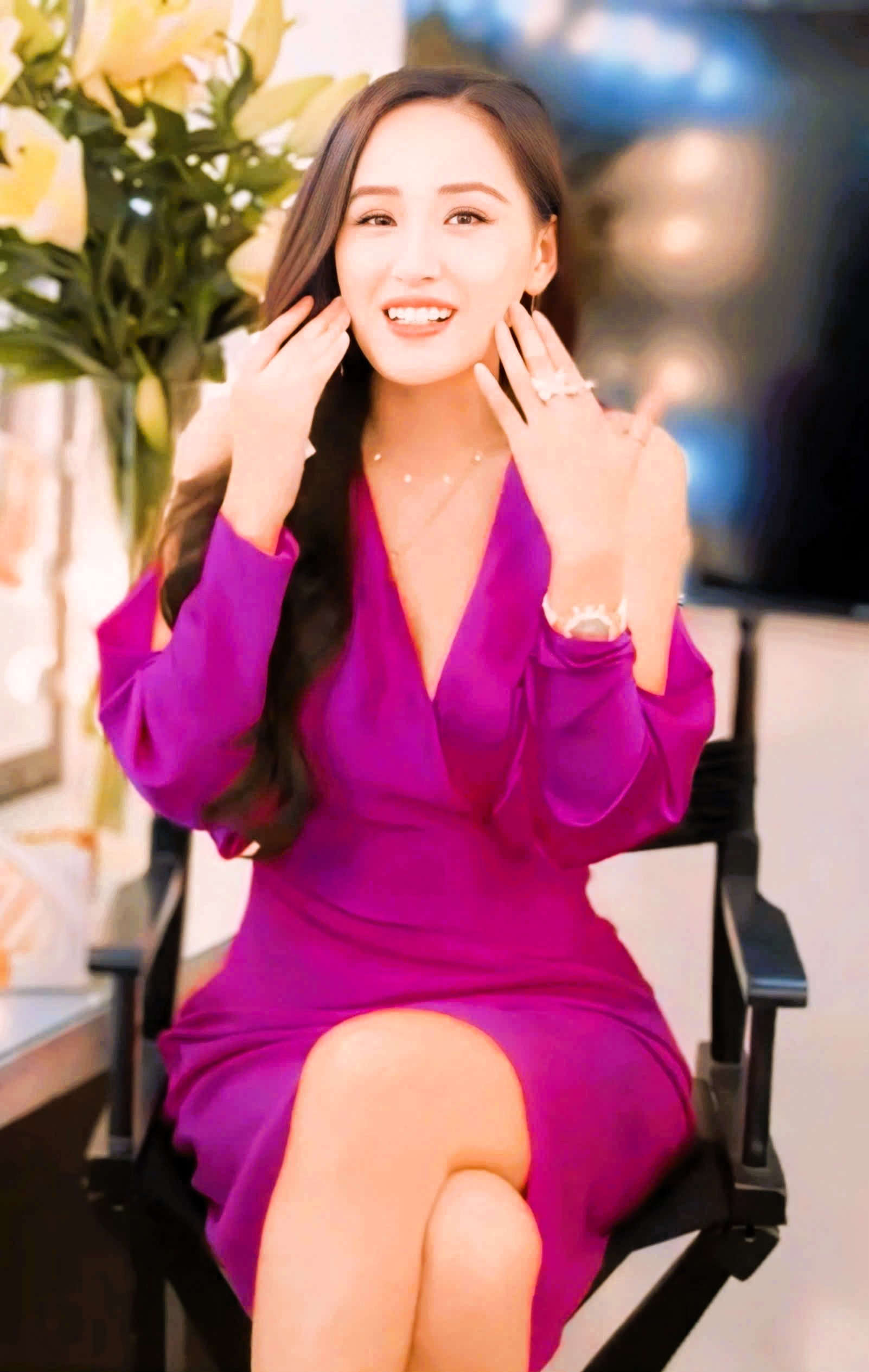
Hoa hậu Việt Nam 2006 Mai Phương Thúy, Hà Nội
Hoa hậu Việt Nam 1994 Nguyễn Thu Thủy, Hà Nội
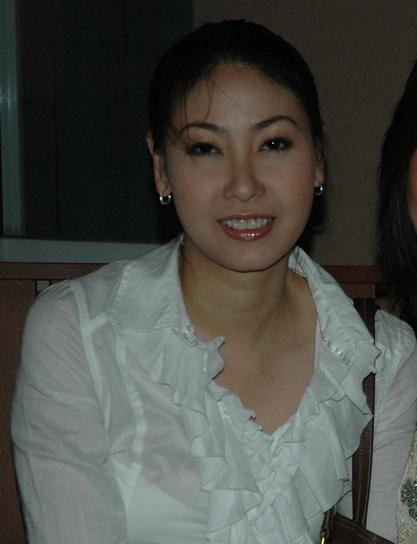
Hoa hậu Việt Nam 1992 Hà Kiều Anh, Hà Nội

## Bê bối
Bên cạnh những thành công, cuộc thi cũng có những scandal trong quá trình tiến hành. Hậu trường đằng sau cuộc thi nhan sắc còn là việc nói xấu, chiêu trò làm hại nhau giữa các đối thủ, bởi chiến thắng của thí sinh cũng là chiến thắng của ông bầu. Họ sẽ có nhiều uy tín trong việc tạo ra những nhan sắc và xây dựng những tài năng mới, vì vậy cuộc chiến này chưa bao giờ ngừng khốc liệt. Họ cũng sẵn sàng "trả đũa" nếu "gà" của mình không lọt vào vòng trong hoặc các đối thủ khác đạt một vài danh hiệu nào đó.. Đã có nhiều báo cáo về việc dùng tiểu xảo để tranh ngôi vị, chính ban tổ chức Hoa hậu Việt Nam 2014 cũng thừa nhận họ nhận được vô số tố cáo nhằm vào các thí sinh trong và sau cuộc thi..

### Vi phạm tiêu chuẩn tham dự
Năm 1992, khi cuộc thi đang diễn ra, một ứng cử viên sáng giá cho ngôi vị hoa hậu là Đặng Ci Mi bị một lá đơn tố cáo đã có chồng con. Ban tổ chức phải yêu cầu các nhà nhân trắc học kiểm tra và sau đó cả công an và phóng viên xác thực, mới phát hiện Ci Mi đã có con 3 tuổi. Cô bị loại ngay trước đêm chung kết. Do xấu hổ vì việc này nên cô đã tự tử nhưng được phát hiện kịp thời.
Cuộc thi năm 2012 xảy ra "sự cố" là thí sinh Vương Thu Phương bị loại ngay trước đêm chung kết vì bị phát hiện đã làm đám cưới (nhưng không đăng ký kết hôn). Ban tổ chức không biết về đám cưới này trước khi sự việc bị lộ ra do các video ghi hình được đưa lên mạng, dù trước đó đã có nhiều nguồn tin cho biết việc Thu Phương kết hôn (nhưng Thu Phương đều phủ nhận trước khi có bằng chứng là video ghi hình).
Năm 2016, thí sinh Lê Trần Ngọc Trân là ứng viên sáng giá bị tố từng tham gia cuộc thi Kim Mộc Hỏa Thổ (Hoa hậu Việt Nam Thế giới 2014) tại Nhật Bản và đoạt danh hiệu á hậu. Tuy nhiên, sau đó cô vị tước danh hiệu vì bị phát hiện giả mạo chữ ký của cơ quan chức năng để xuất cảnh. Ngày 14/8, đại diện ban tổ chức Hoa hậu Việt Nam 2016 nhận được đơn xin rút khỏi cuộc thi của thí sinh Ngọc Trân. Trong thư, cô thừa nhận việc tham dự cuộc thi Kim Mộc Hỏa Thổ năm 18 tuổi mà không xin phép các cơ quan chức năng. Tuy nhiên cô phủ nhận chuyện đoạt danh hiệu và giả mạo chữ ký của Cục trưởng Cục Nghệ thuật Biểu diễn.

### Phẫu thuật thẩm mỹ
Năm 2014, Phạm Mỹ Linh được đánh giá là ứng viên sáng giá tại cuộc thi Hoa hậu Việt Nam. Ngay khi vòng chung kết cuộc thi khởi động, thí sinh này bị tố cáo từng sửa mũi. Làm việc với ban tổ chức, Phạm Mỹ Linh khẳng định chưa từng phẫu thuật thẩm mỹ và viết giấy cam đoan về điều đó. Cô cũng đã được đưa đi chụp X-quang sống mũi để minh oan. Tuy nhiên, trước sức ép dư luận, Mỹ Linh tự nguyện viết đơn xin rút lui khỏi cuộc thi vì lý do gia đình không ủng hộ, sức khỏe và tinh thần bị khủng hoảng.
Năm 2016, thí sinh Nguyễn Thị Thành xin rút lui vì lý do cá nhân trước đêm chung kết. Tuy nhiên, sau đó mạng xã hội lan truyền thông tin thí sinh này bị phát hiện phẫu thuật thẩm mỹ. Đến ngày 10/8, đại diện truyền thông của Nguyễn Thị Thành công bố cô bị Ban tổ chức Hoa hậu Việt Nam ép nộp đơn rút lui, đồng thời yêu cầu giữ im lặng. Theo nguồn tin này, cô gặp tai nạn nên phải trồng 8 chiếc răng sứ. Đến khi vòng chung kết sắp bắt đầu, phía ban tổ chức yêu cầu Nguyễn Thị Thành phải cung cấp bằng chứng là toa thuốc của nha sĩ. Cô đã cung cấp đầy đủ thông tin cho chương trình và thể hiện nguyện vọng muốn ở lại, nhưng bị từ chối. Cũng trong ngày 10/8, BTC Hoa hậu Việt Nam chính thức công bố quyết định loại cô ra khỏi vòng Chung kết với lý do vi phạm quy định "phải có vẻ đẹp tự nhiên". Đến ngày 15/8, BTC tiếp tục tổ chức buổi gặp gỡ truyền thông để đưa ra những bằng chứng chứng minh Nguyễn Thị Thành cùng ê-kíp đã ngụy tạo giấy tờ và chiến dịch vu cáo, bôi nhọ BTC. Ông Lê Xuân Sơn - Trưởng ban tổ chức Hoa hậu Việt Nam - cho biết những thông tin đến từ ê-kíp Nguyễn Thị Thành không đúng sự thật, làm ảnh hưởng nghiêm trọng đến danh dự cuộc thi.

### Gian lận học vấn
Hoa hậu Việt Nam 2008 Trần Thị Thùy Dung đã phải đối mặt với scandal gian lận học vấn, đó là chưa tốt nghiệp cấp 3 khi đăng quang. Theo quy chế cuộc thi, trình độ học vấn tối thiểu của thí sinh là phải tốt nghiệp cấp 3, Thùy Dung không những "lách" được qua vòng tuyến chọn hồ sơ mà thậm chí còn lên ngôi vị cao nhất mà Ban tổ chức không hề biết việc cô khai gian học vấn. Hồ sơ của Thùy Dung còn bị nghi là đã làm giả học bạ. Khi dư luận tố cáo và các cơ quan chức năng vào cuộc xác minh, được biết Thùy Dung học trung học tại một trường tư thục và đã nghỉ học giữa lớp 12, thế nhưng cô lại bất ngờ nộp đơn đăng ký tham gia cuộc thi Hoa hậu Việt Nam 2008 mà không xin phép gia đình.. Năm 2009, Thùy Dung mới tốt nghiệp cấp 3
Hoa hậu Việt Nam 2012 Đặng Thu Thảo bị tố cáo là đã khai gian trình độ học vấn. Trong khi tham gia cuộc thi, Thu Thảo đăng ký với trình độ học vấn là sinh viên Đại học Tây Đô nhưng có lời tố cáo rằng Thu Thảo chỉ theo học Hệ trung cấp trường này chứ không phải là sinh viên đại học. Bảng điểm của Thu Thảo bị nghi ngờ là do nhà trường sắp đặt, "nâng điểm" sau khi biết cô đoạt giải. Nhiều danh xưng không thiện cảm đã được dành cho cô như: Hoa hậu học dốt, Hoa hậu nói dối...
Hoa hậu Việt Nam 2018 Trần Tiểu Vy có điểm thi tốt nghiệp THPT khá thấp: 5,2 điểm môn Toán, Ngữ văn 4,75, Vật lý 4,75, Hóa học 4, Sinh học 2,75, Tiếng Anh 4,6, Khoa học Tự nhiên 4,27 (điểm trung bình của 3 môn Vật Lý, Hóa học, Sinh học). Điểm trung bình các môn của Trần Tiểu Vy chỉ là 4,27. Tuy nhiên, điểm tổng kết các môn học của Trần Tiểu Vy năm lớp 12 lại lên tới 8,2. Điều này đặt ra nhiều nghi vấn về việc "chạy điểm" trong học bạ THPT của Tiểu Vy.

### Dàn xếp kết quả
Hoa hậu Việt Nam 2014 Nguyễn Cao Kỳ Duyên bị phản đối do nhan sắc kém thuyết phục, có nguồn tin cho rằng ứng cử viên ban đầu được nhắm cho ngôi vị Hoa hậu là Phạm Thị Hương nhưng vì Ban tổ chức chịu sức ép từ ông bầu của cô là nhà thiết kế Võ Việt Chung nên họ buộc phải chọn một gương mặt an toàn, "sạch sẽ" nhất để trao giải, thế nên chiến thắng của Kỳ Duyên gây ra nhiều phản đối và scandal không mong muốn. Ngoài ra, báo chí cũng nêu ra một nghi án "chạy giải" cho rằng thí sinh Phạm Thị Hương - Á hậu Thể thao Thế giới 2014 vì bị nhà thiết kế Võ Việt Chung tố cáo vi phạm hợp đồng độc quyền nên không thể lọt sâu vào được cuộc thi. Những thông tin này cho biết rằng kết quả Hoa hậu Việt Nam 2014 vốn đã được dàn xếp sẵn: Phạm Thị Hương giành được vương miện Hoa hậu, Á hậu 1 là Nguyễn Trần Huyền My và Á hậu 2 là Phạm Thị Ngọc Quý. Đến phút chót thì vì Võ Việt Chung làm lùm xùm về bản hợp đồng độc quyền trước đây với Phạm Hương nên ban tổ chức đã thay đổi kết quả, chọn Nguyễn Cao Kỳ Duyên đăng quang vì sợ lằng nhằng sau này.

### Tư cách đạo đức
Năm 2003, hoa hậu năm 2002 Phạm Thị Mai Phương bị "mất tích" suốt 1 tuần, sau đó cô đột nhiên xuất hiện trở lại và nói rằng mình "đi chơi xa với bạn mà không xin phép gia đình". Dư luận phê phán cô vì việc tự ý bỏ nhà mà không xin phép gia đình, đồng thời vẫn bàn tán là có điều gì đó khuất tất trong thái độ và hành vi khó hiểu của hoa hậu Mai Phương
Sau cuộc thi năm 2014, trên mạng Internet lan truyền những hình ảnh được cho là của Á hậu 1 Nguyễn Trần Huyền My đang trình diễn đồ lót trong quán bar, khiến nhiều người bất bình và yêu cầu tước danh hiệu. Bản thân Á hậu Huyền My đã dối trá phủ nhận điều này. Ban tổ chức đã phải gửi công văn triệu tập khẩn cấp Huyền My để xác minh rõ. Ban tổ chức nói "chưa thể cung cấp thông tin" và cần thêm thời gian để thu thập và thẩm tra các thông tin, cũng như cần thêm thời gian để tham vấn ý kiến của các cơ quan. Tuy nhiên vụ việc này sau đó được ban tổ chức làm lơ như không có gì xảy ra và bị chìm xuồng. Ngoài ra, vấn đề học vấn của Huyền My cũng được nhiều người để ý đến vì cô chỉ mới tốt nghiệp trung học với số điểm thi tốt nghiệp rất thấp và cô cũng không đăng ký thi đại học.
Hoa hậu Việt Nam 2014 Nguyễn Cao Kỳ Duyên sau khi đăng quang đã gây ra nhiều scandal khiến dư luận bất bình, bao gồm việc đi dự họp báo trễ, bị bắt gặp hút thuốc lá, bóng cười trong quán cà phê và đang say xỉn vì uống nhiều rượu trong quán bar. Ngày 6/8/2016, Ban tổ chức quyết định rằng hành vi của Kỳ Duyên đã gây ảnh hưởng tiêu cực đến hình ảnh Hoa hậu Việt Nam và đưa ra biện pháp xử lý: tất cả hình ảnh đại diện, ảnh quảng cáo cho cuộc thi Hoa hậu Việt Nam 2016 có hình ảnh Kỳ Duyên sẽ bị gỡ bỏ, Kỳ Duyên cũng sẽ không được mời tham gia chương trình đồng hành với Vòng chung kết cuộc thi Hoa hậu Việt Nam 2016. Ngoài ra, Kỳ Duyên không được mời trao vương miện đăng quang cho tân hoa hậu 2016, mà trưởng ban tổ chức, tổng biên tập báo Tiền Phong Lê Xuân Sơn sẽ làm việc này.
Hoa hậu Việt Nam 2016 Đỗ Mỹ Linh ngay sau khi đăng quang đã bị tố cáo rằng cô đã phẫu thuật cắt lợi và từng chửi cô giáo là "dog" (con chó).
Năm 2017, clip sex của thí sinh lọt vào Top 40 vòng chung kết Hoa hậu Việt Nam năm 2014 là Võ Hồng Ngọc Huệ bị tung lên mạng. Dựa vào những hình ảnh và đoạn clip đang bị phát tán trên mạng, có thể thấy Võ Hồng Ngọc Huệ đã chủ động ghi lại video nóng và tự chụp ảnh khỏa thân với bạn trai. Một số ý kiến cho rằng video bị rò rỉ là chuyện không may, một số khác lại cho rằng cô cố tình làm vậy để nổi tiếng.

## Dự thi quốc tế
- : Đăng quang
- : Finalists
- : Semifinalists

| Cuộc thi                                   | Tên                     | Danh hiệu                   | Thứ hạng                      | Giải thưởng đặc biệt |
| ------------------------------------------ | ----------------------- | --------------------------- | ----------------------------- | --- |
| Mrs World 2008                             | Nguyễn Diệu Hoa         | Hoa hậu (1990)              | Top 5                         | |
| World Miss University 1993                 | Hà Kiều Anh             | Hoa hậu (1992)              | Top 5                         | Miss Taejon |
| Người mẫu Đông Nam Á 1995                  | Hà Kiều Anh             | Hoa hậu (1992)              | 2nd Runner-up                 | Best Body |
| Top Model of the World 1998                | Hà Kiều Anh             | Hoa hậu (1992)              | 1st Runner-up                 | Không |
| World Miss University 1997                 | Tô Hương Lan            | Á hậu 1 (1994)              | Không đạt giải                | Không |
| Hoa hậu Hữu Nghị Việt Nam và Thế giới 1999 | Nguyễn Thiên Nga        | Hoa hậu (1996)              | Top 10                        | 2nd Runner-up Southeast Asia |
| Mrs World 2009                             | Hoàng Thị Yến           | Top 10 (1996)               | 2nd Runner-up                 | Không |
| Top Model of the World 1999                | Nguyễn Thị Ngọc Khánh   | Hoa hậu (1998)              | 1st Runner-up                 | Không |
| Miss International 1996                    | Phạm Anh Phương         | Top 10 (1998)               | Không đạt giải                | Không |
| Miss Asia Pageant 2005                     | Nguyễn Hồng Hà          | Top 23 (1998)               | Không đạt giải                | Không |
| Miss Tourism International 2002            | Nguyễn Ngọc Oanh        | Á hậu 2 (2000)              | Top 10                        | Không |
| Miss Earth 2003                            | Nguyễn Ngân Hà          | Top 10 (2000)               | Không đạt giải                | Best Hair |
| Miss Tourism Queen International 2004      | Nguyễn Ngân Hà          | Top 10 (2000)               | Top 10                        | Không |
| Mrs Globe 2014                             | Nguyễn Ngân Hà          | Top 10 (2000)               | 1st Runner-up                 | Goodwill Ambassador |
| Miss World 2002                            | Phạm Thị Mai Phương     | Hoa hậu (2002)              | Top 20                        | Không |
| Miss Intercontinental 2003                 | Bùi Thị Hoàng Oanh      | Á hậu 1 (2002)              | Không đạt giải                | Không |
| Miss World 2004                            | Nguyễn Thị Huyền        | Hoa hậu (2004)              | Top 20                        | Không |
| Miss ASEAN 2005                            | Nguyễn Thảo Hương       | Top 5 (2004)                | Không đạt giải                | Miss Photogenic |
| Miss World 2006                            | Mai Phương Thúy         | Hoa hậu (2006)              | Top 17                        | People's Choice Award Top 20 World Fashion Designer Award                                                                                             |
| Miss World 2009                            | Trần Thị Hương Giang    | Top 10 (2006)               | Top 16                        | 1st Runner-up Top Model Top 12 Beach Beauty |
| Miss International 2007                    | Phạm Thị Thùy Dương     | Top 10 (2006)               | Không đạt giải                | Miss International Image |
| Miss International 2009                    | Trần Thị Quỳnh          | Top 24 (2006)               | Không đạt giải                | Không |
| Mrs World 2013                             | Trần Thị Quỳnh          | Top 24 (2006)               | Top 6                         | Không |
| Miss International Beauty 2009             | Vũ Thị Hoàng Điệp       | Top 30 (2008)               | Miss International Beauty     | Miss Talent 2nd Runner - up Bikini |
| Miss Pancontinental 2015                   | Hồ Thị Oanh Yến         | Top 30 (2008)               | Miss Pancontinental           | Không |
| Mrs Universe 2020 (Votes)                  | Hồ Thị Oanh Yến         | Top 30 (2008)               | Không đạt giải                | Không |
| Miss Universe 2011                         | Vũ Thị Hoàng My         | Á hậu 1 (2010)              | Không đạt giải                | Không |
| Miss World 2012                            | Vũ Thị Hoàng My         | Á hậu 1 (2010)              | Không đạt giải                | Top 30 Best in Interview Top 40 Beach Beauty Top 60 Top Model                                                                                         |
| Miss Asia Pacific World 2011               | Trương Tùng Lan         | Top 10 (2010)               | Top 15                        | Không |
| Miss Supertalent of the World 2011         | Trương Tùng Lan         | Top 10 (2010)               | Top 19                        | Không |
| Miss Tourism Queen International 2011      | Lê Huỳnh Thuý Ngân      | Top 20 (2010)               | Top 20                        | Miss Internet Popularity |
| Miss World 2014                            | Nguyễn Thị Loan         | Top 5 (2010)                | Top 25                        | Top 10 Miss Talent Top 20 Beauty with a Purpose Top 29 Sports                                                                                         |
| Miss Grand International 2016              | Nguyễn Thị Loan         | Top 5 (2010)                | Top 20                        | Top 10 Best National Costume |
| Miss Universe 2017                         | Nguyễn Thị Loan         | Top 5 (2010)                | Không đạt giải                | Không |
| Miss Asia USA 2011                         | Phan Thị Mơ             | Top 5 (2012)                | Top 10                        | Không |
| Miss Earth 2011                            | Phan Thị Mơ             | Top 5 (2012)                | Không đạt giải                | Không |
| World Miss Tourism Ambassador 2018         | Phan Thị Mơ             | Top 5 (2012)                | World Miss Tourism Ambassador | Best in Tourism Dress |
| Miss Earth 2012                            | Đỗ Hoàng Anh            | Á hậu 2 (2012)              | Không đạt giải                | Không |
| Elite Model Look International 2014        | Đặng Thị Lệ Hằng        | Top 40 (2012)               | Không đạt giải                | Không |
| Miss Universe 2016                         | Đặng Thị Lệ Hằng        | Top 40 (2012)               | Không đạt giải                | Top 12 Best National Costume |
| Asian Super Model Contest 2011             | Nguyễn Trần Huyền My    | Á hậu 1 (2014)              | Không đạt giải                | Không |
| Miss Grand International 2017              | Nguyễn Trần Huyền My    | Á hậu 1 (2014)              | Top 10                        | Top 10 Best National Costume Miss Healthy & Beauty by Dr. Thanh                                                                                       |
| Miss ASEAN 2013                            | Phạm Thị Hương          | Top 10 (2014)               | Không đạt giải                | Không |
| Miss World Sport 2014                      | Phạm Thị Hương          | Top 10 (2014)               | 1st Runner-up                 | Không |
| Miss Universe 2015                         | Phạm Thị Hương          | Top 10 (2014)               | Không đạt giải                | Không |
| Miss ASEAN 2014                            | Nguyễn Thị Bảo Như      | Top 10 (2014)               | Không đạt giải                | Không |
| Miss Intercontinental 2016                 | Nguyễn Thị Bảo Như      | Top 10 (2014)               | Không đạt giải                | Không |
| Miss Earth 2016                            | Nguyễn Thị Lệ Nam Em    | Top 40 (2014)               | Top 8                         | Miss Photogenic 1st Runner-up Miss Talent 1st Runner-up Long Gown Competition Top 3 Best Eco Video                                                    |
| The Miss Globe 2017                        | Đỗ Trần Khánh Ngân      | Top 40 (2014)               | The Miss Globe                | Top 5 Miss Popular Vote Top 8 Miss Talent |
| Miss Asia Beauty 2017                      | Hoàng Thị Hạnh          | Chung khảo phía Nam (2014)  | 1st Runner-up                 | Không |
| Miss Earth 2019                            | Hoàng Thị Hạnh          | Chung khảo phía Nam (2014)  | Không đạt giải                | Best Resort Wear 2nd Runner-up Best National Costume (Asia & Oceania) 2nd Runner-up Miss Congeniality (WATER Group)                                   |
| Miss Vietnam Beauty Global 2017            | Bùi Thị Như Ý           | Chung khảo phía Nam (2014)  | Miss Vietnam Beauty Global    | Không |
| Miss World Next Top Model 2018             | H'Ăng Niê               | Top 40 (2014) Top 36 (2016) | 2nd Runner-up                 | Không |
| Miss Universe 2020                         | Nguyễn Trần Khánh Vân   | Top 40 (2014)               | Top 21                        | People's Choice |
| Miss World 2017                            | Đỗ Mỹ Linh              | Hoa hậu (2016)              | Top 40                        | Head-to-Head Challenge Winner Beauty with a Purpose Winner Top 10 Multimedia Top 10 People's Choice Award                                             |
| Miss International 2017                    | Huỳnh Thị Thùy Dung     | Á hậu 2 (2016)              | Không đạt giải                | Miss Visit Japan Tourism Ambassador |
| Miss All Nations 2015                      | Nguyễn Thị Ngọc Vân     | Top 36 (2016)               | Top 8                         | Không |
| Miss Oriental Tourism 2017                 | Nguyễn Thị Ngọc Vân     | Top 36 (2016)               | Top 6                         | Không |
| Miss Vietnam World France 2019             | Nguyễn Thị Ngọc Vân     | Top 36 (2016)               | 1st Runner-up                 | Best in Aodai |
| Miss Eco International 2017                | Nguyễn Thị Thành        | Top 36 (2016)               | 3rd Runner-up                 | Top 3 Best Eco Dress Top 5 Miss Sport Top 10 Miss Talent Top 15 Best Resort Wear                                                                      |
| Miss Asia Pacific International 2018       | Huỳnh Thúy Vi           | Top 36 (2016)               | Không đạt giải                | 1st Runner-up Best National Costume |
| Miss Universe 2021                         | Nguyễn Huỳnh Kim Duyên  | Top 36 (2016)               | Top 16                        | People's Choice |
| Miss Supranational 2022                    | Nguyễn Huỳnh Kim Duyên  | Top 36 (2016)               | 2nd Runner-up                 | Supra Model Asia Supra Chat Winner |
| Miss World 2018                            | Trần Tiểu Vy            | Hoa hậu (2018)              | Top 30                        | 2nd Runner-up Beauty with a Purpose Top 30 Talent Top 32 Top Model                                                                                    |
| Miss Grand International 2018              | Bùi Phương Nga          | Á hậu 1 (2018)              | Top 10                        | Top 10 Best National Costume Miss Popular Vote |
| Miss Intercontinental 2019                 | Nguyễn Thị Thúy An      | Á hậu 2 (2018)              | Không đạt giải                | Không |
| Miss International 2018                    | Nguyễn Thúc Thùy Tiên   | Top 5 (2018)                | Không đạt giải                | Không |
| Miss Grand International 2021              | Nguyễn Thúc Thùy Tiên   | Top 5 (2018)                | Miss Grand International      | Best in Swimsuit (Fan's vote) Top 5 Before Arrival Top 12 Lottery Prizes Event Miss Grand Pageant Insider's Choice Award Top 10 Best National Costume |
| Miss Grand International 2020              | Nguyễn Lê Ngọc Thảo     | Á hậu 2 (2020)              | Top 20                        | Top 6 Best National Costume Top 20 Best in Swimsuit Top 15 How to get to know you in 1 minute Top 20 How to eat Thai food in 2 minutes                |
| Miss Intercontinental 2021                 | Trần Hoàng Ái Nhi       | Top 22 (2020)               | Không đạt giải                | Không |
| Miss World 2021                            | Đỗ Thị Hà               | Hoa hậu (2020)              | Top 13                        | Top 27 Talent Top 13 Top Model Top 16 Head to Head Challenge Top 28 Beauty with a Purpose                                                             |
| Miss Intercontinental 2022                 | Lê Nguyễn Bảo Ngọc      | Top 22 (2020)               | Miss Intercontinental         | Miss Intercontinental Asia & Oceania |
| Miss World 2026                            | Lê Nguyễn Bảo Ngọc      | Top 22 (2020)               |                               | |
| Miss CosmoWorld 2022                       | Nguyễn Thị Ngọc Tuyết   | Top 60 (2020)               | Không đạt giải                | Miss Charming |
| Miss International 2022                    | Phạm Ngọc Phương Anh    | Á hậu 1 (2020)              | Không đạt giải                | Không |
| Miss Friendship International 2023         | Nông Thúy Hằng          | Top 40 (2020)               | 2nd Runner-up                 | Không |
| Miss World 2023                            | Huỳnh Nguyễn Mai Phương | Top 5 (2020)                | Top 40                        | Top 25 Head-to-Head Challenge Multimedia Challenge Winner                                                                                             |
| Miss Intercontinental 2023                 | Lê Nguyễn Ngọc Hằng     | Á hậu 2 (2022)              | 2nd Runner-up                 | Miss Intercontinental Asia and Oceania |
| Miss Grand International 2024              | Võ Lê Quế Anh           | Top 40 (2020)               | Không đạt giải                | Top 10 Pre-Arrival Top 15 Grand Voice Award Top 20 Best in Swimsuit Top 16 Country's Power of the Year Top 10 Best National Costume                   |
| Miss International 2024                    | Huỳnh Thị Thanh Thủy    | Hoa hậu (2022)              | Miss International            | 3rd Placed Miss Fitness |
| Miss Universe 2024                         | Nguyễn Cao Kỳ Duyên     | Hoa hậu (2014)              | Top 30                        | Top 20 Best Make-Up Top 3 Best National Costume (Fan-Vote)                                                                                            |
| Miss Tourism International 2024            | Vũ Quỳnh Trang          | Top 15 (2020)               | Top 10                        | Miss Southeast Asia Tourism Ambassador Best in National Costume                                                                                       |
| Miss Earth 2025                            | Trịnh Mỹ Anh            | Top 35 (2022)               | TBA                           | TBA |